# Vetenskapsåret 2010

## Händelser

### Astronomiochrymdfart
- 15 januari - Solförmörkelse.
- 6 juni - Konjunktion mellan Jupiter och Uranus.
- 11 juli - Total solförmörkelse, från Jorden endast synlig i södra Stilla havet (särskilt Påskön) och Sydamerika.
- 22 september - Konjunktion mellan Jupiter och Uranus.
- 21 december - En total månförmörkelse inträffar.

## Priser och utmärkelser
- Abelpriset: John Tate
- Bigsbymedaljen: Sara Russell [1]
- Copleymedaljen: Tomas Lindahl
- Gad Rausings pris för framstående humanistisk forskargärning: Professor Vésteinn Ólason, Reykjavik, litteratur
- Göran Gustafssonpriset:
  - Molekylär biologi: Johan Elf
  - Fysik: Bernhard Mehlig
  - Kemi: Yi Luo
  - Matematik: Pär Kurlberg
  - Medicin: William Agace
- Nobelpriset: [2]
  - Fysik: Andre Geim, Konstantin Novoselov
  - Kemi: Richard F. Heck, Ei-ichi Negishi, Akira Suzuki
  - Fysiologi/Medicin: Robert Edwards
- Wollastonmedaljen: Richard Hugh Sibson [3]

## Avlidna
- 15 januari – Marshall W. Nirenberg, 82, amerikansk biokemist och genetiker, nobelpristagare.
- 22 maj – James W. Black, 85, brittisk farmakolog, nobelpristagare.
- 29 september – Georges Charpak, 86, fransk fysiker, nobelpristagare.
- 10 december – John Fenn, 93, amerikansk kemist, nobelpristagare.

### Fotnoter
1. ↑  ”Geological Society”. Arkiverad från originalet den 5 juni 2011. https://web.archive.org/web/20110605101836/http://www.geolsoc.org.uk/gsl/society/history/page753.html. Läst 13 april 2011.
2. ↑  ”Nobelpriset”. http://nobelprize.org/nobel_prizes/lists/all/index.html. Läst 10 april 2011.
3. ↑  ”Geological Society”. Arkiverad från originalet den 5 juni 2011. https://web.archive.org/web/20110605102217/http://www.geolsoc.org.uk/gsl/society/history/page750.html. Läst 14 april 2011.